# Oona Louhivaara
Oona Verona Louhivaara (* 29. Oktober 1987 in Helsinki) ist eine finnische Schauspielerin.

## Leben und Karriere
Louhivaara wurde am 29. Oktober 1987 in Helsinki geboren. Ihre erste Hauptrolle bekam sie 2001 in dem Film Kyytiä Moosekselle. Anschließend bekam sie 2002 in der Fernsehserie Laura die Hauptrolle. 2004 wurde sie für die Serie Laura kesäleirillä gecastet. 
Außerdem trat sie 2005 in Laura kaupungissa auf. 2006 setzte sie ihre Karriere in dem Kurzfilm Tomi fort. Von 2007 bis 2009 war Louhivaara in Salatut elämät zu sehen. Unter anderem spielte sie 2008 in der Serie Romeo & Rafael Desperados mit.

## Filmografie
Filme
- 2001: Kyytiä Moosekselle
- 2006: Tomi

Serien
- 2002: Laura
- 2004: Laura kesäleirillä
- 2005: Laura kaupungissa
- 2007–2009: Salatut elämät
- 2008: Romeo & Rafael Desperados